# Saab 900
Saab 900 var en stor mellemklassebil fra den svenske bilfabrikant Saab Automobile, som i to generationer blev produceret mellem efteråret 1978 og starten af 1998. Bilen blev første gang præsenteret i 1978 som en videreudvikling af og efterfølger for Saab 99.
Begge generationer fandtes i flere forskellige karrosserivarianter: En tre- og femdørs combi coupé og en to- og firedørs sedan. I efteråret 1986 blev programmet udvidet med en cabriolet på basis af den todørs sedan.

## 900 I (1978−1993)
Den første modelgeneration af Saab 900 kom på markedet i september 1978 som videreudvikling af og efterfølger for Saab 99.
Frontparti og cockpit blev modificeret og akselafstanden forlænget, mens Saab-typiske detaljer som den mellem forsæderne monterede tændingslås, de selvreparerende kofangere (som ved en kollisionshastighed på op til 7 km/t selv bevæger sig tilbage til udgangspositionen) og varmen i førersædet blev bibeholdt. Også undervognen og 2,0-litersmotoren med turbolader kom direkte fra 99. Modellen kunne fortsat fås med karburator- og indsprøjtningsmotorer. Motoren var monteret på langs over forakslen med en hældning på 45° mod højre, og afgav sin kraft ved hjælp af tre kæder til den underliggende gearkasse.
Ved produktionsstarten i efteråret 1978 fandtes modellen kun som combi coupé med tre eller fem døre. I foråret 1980 tilkom sedanudgaven.
Modelårgangene 1979 og 1980 adskiller sig meget fra de senere modeller. Dermed fik detaljer som f.eks. gearkno-ppen, handskerumsklappen, sæder og indtræk, sidespejle, dør- og bagagerumsbeklædninger, pyntelister, rat, midterkonsol, selelåse, kofangere og luftudtag nyt design i efteråret 1980 til modelåret 1981. Den specielle bagklap, som også var overtaget fra 99, blev allerede året forinden modificeret med et smallere håndtag samt baglygter. Dermed havde bagenden nu to baglygtesæt.
Den vigtigste forskel lå i motorerne. Modelårgangene 1979 og 1980 havde den såkaldte B-motor, som dog led af børnesygdomme som f.eks. defekte vandpumper og strømfordelere. H-motoren, som blev benyttet fra og med modelåret 1981, var lettere, vandpumpen var ikke længere integreret i motorblokken og strømfordeleren blev drevet af den overliggende knastaksel. Begge de første årgange af den klassiske 900 er i dag stort set umulige at opdrive, og er eftertragtede samlerobjekter.
Fra 1981 kunne der også fås stationcarombygninger til Saab 900; denne variant hed "Safari". Der kendes dog kun til to ombyggede biler, hvoraf den ene i dag findes på Saab Museum i Sverige. Modellen var udstyret med 2,0-liters benzinmotoren med 73 kW (99 hk). En markant detalje var det lange overhæng bagtil.
I sommeren 1982, til modelåret 1983, blev APC-systemet (Automatic P'erformance Control) introduceret på turbomodellerne. Denne anordning, som i det væsentligste bestod af bankesensor, styreenhed og magnetventil, afpassede ladetrykket efter benzinens oktantal. Nu kunne man også tanke benzin med et lavere oktantal uden at ødelægge motoren. På den tidligere B-motor foregik ladetryksreguleringen gennem udstødningsmodtrykket, hvorfor denne motor udelukkende kan køres på højoktanbenzin.
I efteråret 1983 blev DOHC-motoren med fireventilteknik introduceret. Den havde et maksimalt drejningsmoment på 273 Nm ved 3000 omdr./min. og ydede 175 hk (i den senere version med reguleret katalysator 160). Denne version havde fra starten ladeluftkøler, mens den hidtidige otteventilede turbo (som fortsat blev produceret sideløbende med den nye DOHC-motor) først fik det to år senere.
- Saab 900 Turbo (1979–1986)
- Saab 900 Sedan (1980–1986)
- Også med to døre: Saab 900 Sedan
- Kabine
- Saab 900 Safari (1981)

### Facelift
I sensommeren 1986 gennemgik Saab 900 et yderligere facelift med et aerodynamisk designet frontparti og bredere kofangere. I samme år blev 900 Cabriolet introduceret, men i det første stykke tid produceret i lavt styktal med den gamle front.
I efteråret 1987 fik 900 endnu en teknisk opdatering: Håndbremsen virkede nu på baghjulene på grund af en anden låsekreds. Samtidig blev ABS-bremser tilføjet listen over ekstraudstyr.
Da Saab blev overtaget af General Motors blev motorerne for første gang teknisk revideret. Den etablerede fuldtryksturbo med 160 hk blev suppleret af volumenmodellen 900 S, som uden det ovennævnte APC-system, uden intercooler og med en lavere gearing (Softturbo). Denne version var billigere, men med 145 hk kun lidt svagere end fuldtryksturboen og opnåede derved gode salgstal.
Tre år efter at General Motors købte Saab blev produktionen af den succesfulde, men nu urentable model 900 I indstillet i august 1993 og en efterfølger med samme navn introduceret, som på grund af den benytte platform fra Opel Vectra adskilte sig teknisk og optisk fra den gamle model.
Der blev i alt bygget 908.810 eksemplarer af 900 I.
- Saab 900 Sedan (1986–1991)
- Saab 900 combi coupé (1986–1993)
- Saab 900 Cabriolet (1986–1994)
- Bagfra
- Saab 900 Turbo (1993)

### Sikkerhed
Det svenske forsikringsselskab Folksam vurderer flere forskellige bilmodeller ud fra oplysninger fra virkelige ulykker, hvorved risikoen for død eller invaliditet i tilfælde af en ulykke måles. I rapporterne Hur säker är bilen? er/var Saab 900 i årgangene 1979 til 1993 klassificeret som følger:
- 1999: Mindst 20% bedre end middelbilen[4]
- 2001: Mindst 20% bedre end middelbilen[5]
- 2003: Mindst 15% bedre end middelbilen[6]
- 2005: Mindst 15% bedre end middelbilen[7]
- 2007: Som middelbilen[8]
- 2009: Som middelbilen[9]
- 2011: Dårligere end middelbilen[10]
- 2013: Mindst 40% dårligere end middelbilen[11]
- 2015: Mindst 40% dårligere end middelbilen[12]

### Tekniske data
|                                                | GL 900c                           | GLS                               | EMS GLi GLE                  | EMS GLi GLE               | 900i 16                                     | 900i 16                           |
| Motordata                                      |                                   |                                   |                              |                           |                                             |                                   |
| Motortype                                      | R4-benzinmotor                    | R4-benzinmotor                    | R4-benzinmotor               | R4-benzinmotor            | R4-benzinmotor                              | R4-benzinmotor                    |
| Antal ventiler pr. cylinder                    | 2                                 | 2                                 | 2                            | 2                         | 4                                           | 4                                 |
| Ventilstyring                                  | OHC, kæde                         | OHC, kæde                         | OHC, kæde                    | OHC, kæde                 | OHC, kæde                                   | OHC, kæde                         |
| Fødesystem                                     | Karburator                        | Karburator                        | Multipoint                   | Multipoint                | Multipoint                                  | Multipoint                        |
| Trykladning                                    | –                                 | –                                 | –                            | –                         | –                                           | –                                 |
| Katalysator                                    | Nej                               | Nej                               | Nej                          | Ja                        | Nej                                         | Ja                                |
| Køling                                         | Vandkøling                        | Vandkøling                        | Vandkøling                   | Vandkøling                | Vandkøling                                  | Vandkøling                        |
| Boring × slaglængde                            | 90,0 × 78,0 mm                    | 90,0 × 78,0 mm                    | 90,0 × 78,0 mm               | 90,0 × 78,0 mm            | 90,0 × 78,0 mm                              | 90,0 × 78,0 mm                    |
| Slagvolume                                     | 1985 cm³                          | 1985 cm³                          | 1985 cm³                     | 1985 cm³                  | 1985 cm³                                    | 1985 cm³                          |
| Kompressionsforhold                            | 9,5:11                            | 9,5:11                            | 9,5:11                       | 9,25:1                    | 10,1:1                                      | 10,1:1                            |
| Maks. effekt ved omdr./min.                    | 73 kW (99 hk) 5200                | 79 kW (107 hk) 5200               | 87 kW (118 hk)2 5500         | 81 kW (110 hk) 5250       | 98 kW (133 hk) 6000                         | 94 kW (128 hk) 6000               |
| Maks. drejningsmoment ved omdr./min.           | 162 Nm 3500                       | 164 Nm 3300                       | 167 Nm 3000                  | 161 Nm 3000               | 173 Nm 3000                                 | 173 Nm 3000                       |
| Kraftoverførsel                                |                                   |                                   |                              |                           |                                             |                                   |
| Drivende hjul                                  | Forhjul                           | Forhjul                           | Forhjul                      | Forhjul                   | Forhjul                                     | Forhjul                           |
| Gearkasse (standardudstyr)                     | 4- eller 5-trins manuel3          | 4- eller 5-trins manuel3          | 4- eller 5-trins manuel3     | 5-trins manuel            | 5-trins manuel                              | 5-trins manuel                    |
| Gearkasse (ekstraudstyr)                       | 3-trins automatisk                | 3-trins automatisk                | 3-trins automatisk           | 3-trins automatisk        | 3-trins automatisk                          | 3-trins automatisk                |
| Præstationer4                                  |                                   |                                   |                              |                           |                                             |                                   |
| Topfart                                        | 160 km/t                          |                                   | 175 km/t                     |                           | 180 km/t (175 km/t)                         | 175 km/t (170 km/t)               |
| Acceleration 0-100 km/t                        | 14,5 sek.                         |                                   | 12,5 sek.                    |                           | 11,5 sek. (14,5 sek.)                       | 11,5 sek. (14,5 sek.)             |
| Brændstofforbrug pr. 100 km ved blandet kørsel | 11,6 liter Blyholdig 97           |                                   | 12,7 liter Blyholdig 97      |                           | 9,9 liter (11,0 liter) Blyfri/ blyholdig 97 | 10,0 liter (11,1 liter) Blyfri 91 |
|                                                | 900 2,1i 16                       | 900 S                             | 900 Turbo (8)                | 900 Turbo (8)             | 900 Turbo 16                                | 900 Turbo 16                      |
| Motordata                                      |                                   |                                   |                              |                           |                                             |                                   |
| Motortype                                      | R4-benzinmotor                    | R4-benzinmotor                    | R4-benzinmotor               | R4-benzinmotor            | R4-benzinmotor                              | R4-benzinmotor                    |
| Antal ventiler pr. cylinder                    | 4                                 | 4                                 | 2                            | 2                         | 4                                           | 4                                 |
| Ventilstyring                                  | OHC, kæde                         | DOHC, kæde                        | OHC, kæde                    | OHC, kæde                 | DOHC, kæde                                  | DOHC, kæde                        |
| Fødesystem                                     | Multipoint                        | Multipoint                        | Multipoint                   | Multipoint                | Multipoint                                  | Multipoint                        |
| Trykladning                                    | –                                 | Turbolader                        | Turbolader, ladeluftkøler    | Turbolader, ladeluftkøler | Turbolader, ladeluftkøler                   | Turbolader, ladeluftkøler         |
| Køling                                         | Vandkøling                        | Vandkøling                        | Vandkøling                   | Vandkøling                | Vandkøling                                  | Vandkøling                        |
| Boring × slaglængde                            | 93,0 × 78,0 mm                    | 90,0 × 78,0 mm                    | 90,0 × 78,0 mm               | 90,0 × 78,0 mm            | 90,0 × 78,0 mm                              | 90,0 × 78,0 mm                    |
| Slagvolume                                     | 2119 cm³                          | 1985 cm³                          | 1985 cm³                     | 1985 cm³                  | 1985 cm³                                    | 1985 cm³                          |
| Kompressionsforhold                            | 10,1:1                            | 9,0:1                             | 8,5:15                       | 8,5:1                     | 9,0:1                                       | 9,0:1                             |
| Maks. effekt ved omdr./min.                    | 103 kW (140 hk) 6000              | 107 kW (145 hk) 5500              | 107 kW (145 hk) 5000         | 114 kW (155 hk) 5000      | 129 kW (175 hk) 5300                        | 118 kW (160 hk) 5500              |
| Maks. drejningsmoment ved omdr./min.           | 180 Nm 2900                       | 205 Nm 3800                       | 235 Nm 3000                  | 240 Nm 3000               | 273 Nm 3000                                 | 255 Nm 3000                       |
| Kraftoverførsel                                |                                   |                                   |                              |                           |                                             |                                   |
| Drivende hjul                                  | Forhjul                           | Forhjul                           | Forhjul                      | Forhjul                   | Forhjul                                     | Forhjul                           |
| Gearkasse (standardudstyr)                     | 5-trins manuel                    | 5-trins manuel                    | 4- eller 5-trins manuel3     | 5-trins manuel            | 5-trins manuel                              | 5-trins manuel                    |
| Gearkasse (ekstraudstyr)                       | 3-trins automatisk                | 3-trins automatisk                | 3-trins automatisk           | 3-trins automatisk        | 3-trins automatisk                          | 3-trins automatisk                |
| Præstationer4                                  |                                   |                                   |                              |                           |                                             |                                   |
| Topfart                                        | 185 km/t (180 km/t)               | 190 km/t (185 km/t)               | 195 km/t                     |                           | 210 km/t6                                   | 205 km/t7                         |
| Acceleration 0-100 km/t                        | 11,0 sek. (13,0 sek.)             | 11,0 sek. (13,0 sek.)             | 8,5 sek.                     |                           | 8,7 sek.                                    | 9,6 sek.                          |
| Brændstofforbrug pr. 100 km ved blandet kørsel | 10,1 liter (11,3 liter) Blyfri 91 | 10,2 liter (11,8 liter) Blyfri 91 | 13,8−14,6 liter Blyholdig 97 |                           | 10,2 liter Blyfri/ blyholdig 98             | 10,8 liter Blyfri 91              |

Motorerne kan fra og med modelår 1979 køre på E10-brændstof, og fra og med modelår 1985 på blyfri benzin.

## 900 II/NG (YS3D, 1993−1998)
Den anden generation af 900 var ved sin introduktion i juli 1993 den første Saab-bilmodel bygget under ledelse af General Motors. I produktionen blev der benyttet adskillige reservedele fra andre GM-bilmodeller, som f.eks. platformen fra Opel Vectra A.
Udvendigt lignede bilen forgængeren, dog var karrosserikanterne lidt rundere. Teknisk set var den mest iøjnefaldende ændring i forhold til forgængeren, at motoren nu var monteret på tværs, og at gearkassen var monteret til venstre under motoren. Denne mere kompakte drivlinje førte til forbedrede pladsforhold i kabinen.
På motorsiden kunne modellen udover Saabs firecylindrede motorer (med og uden turbolader) fås med en V6-motor fra Opel, som dog af kunderne blev betragtet som "Saab-utypisk" og derfor ikke opnåede særlig store salgstal. Køberne kunne vælge mellem udstyrsvarianterne "S" og "SE". Fra sommeren 1994 fandtes 900 II også som cabriolet.
Der blev frem til februar 1998 fremstillet 273.568 eksemplarer af 900 II.
Efterfølgeren hedder Saab 9-3 og kom på markedet i marts 1998. På grund af forgængerens "børnesygdomme" blev 9-3 forsynet med i alt 450 nye dele.

### 900i
Under ledelse af General Motors blev Saab positioneret som luksusbilmærke. Dette gjorde at 900 II blev placeret og prissat over Opel Vectra, som den delte undervogn med. Det gjorde også basismodellen dyrere end Vectra, hvilket førte til introduktionen af den billigere 900i. 900i manglede bagrudeviskeren, SID-displayet og hækspoileren og havde et andet kombiinstrument med analog kilometertæller i stedet for digital.
900i blev kun markedsført i Europa, Australien, New Zealand og Japan som tre- og femdørs med 2,0-litersmotor.
- Saab 900i 3-dørs
- Bagfra

### 900 Talladega
900 Talladega var en jubilæumsudgave, som blev præsenteret i 1997 og solgt i begrænset antal for at fejre den rekord, som Saab slog året forinden på Talladega Challenge på Talladega Superspeedway i Alabama, USA med præcis den samme model.
Talladega adskilte sig fra de andre 900-versioner med bl.a. 16"-hjul, skindbeklædning (kun turbomodellen), forkromede dørhåndtag og et mere sportsligt udseende.
Modellen fandtes i sort, sølv og talladegarød og med de firecylindrede motorer inkl. turbomotoren.

### Sensonic
Sensonic-versionen, som kun fandtes med turbomotor, havde en gearstang ligesom en almindelig bil med manuelt gear, men ingen koblingspedal til fordel for elektronik, som kunne styre koblingen hurtigere end en menneskelig fører.
Når føreren rører gearstangen, betjener en computerstyret aktuator koblingen. Når bilen står i gear men holder stille, udløses koblingen kun hvis speederpedalen trædes ned. Hvis hverken bremse- eller speederpedalen trædes ned, lyder en advarselstone og en advarsel vises på kørecomputeren. Hvis ikke der foretages yderligere inden for 7 sekunder, standses motoren automatisk.

### Sikkerhed
Det svenske forsikringsselskab Folksam vurderer flere forskellige bilmodeller ud fra oplysninger fra virkelige ulykker, hvorved risikoen for død eller invaliditet i tilfælde af en ulykke måles. I rapporterne Hur säker är bilen? er/var Saab 900 i årgangene 1994 til 1998 klassificeret som følger:
- 1999: Mindst 50% bedre end middelbilen[4]
- 2001: Mindst 40% bedre end middelbilen[5]
- 2003: Mindst 30% bedre end middelbilen[6]
- 2005: Mindst 30% bedre end middelbilen[7]
- 2007: Som middelbilen[8]
- 2009: Som middelbilen[9]
- 2011: Som middelbilen[10]
- 2013: Mindst 20% bedre end middelbilen[11]
- 2015: Mindst 20% bedre end middelbilen[12]

### Black Panel
En Saab-specialitet, inspireret af firmaets rødder i aeronautik, er funktionen Black Panel (findes kun til S- og SE-modellerne) som deaktiverer det meste lys på instrumentbrættet ved tryk på en kontakt i SID. Ved kørsel om natten forhindrer funktionen, at føreren distraheres af unødvendigt lys på instrumentbrættet. Når funktionen er tilsluttet, tillader den alligevel slukkede instrumenter at blive genoplyst hvis de kræver førerens opmærksomhed, f.eks. hvis motorens omdrejningstal stiger voldsomt eller hvis brændstofbeholdningen falder til under 15 liter. Funktionen blev senere i 9-3 og 9-5 omdøbt til Night Panel. På disse modeller er speedometeret kun oplyst op til 140 km/t, men den resterende del af skalaen oplyses hvis bilens hastighed overstiger 135 km/t.
- Oplyst kombiinstrument
- Kombiinstrument med aktiveret Black Panel

### Tekniske data
|                                                | 2.0i                | 2.0i                            | 2.0i Turbo                | 2.0i Turbo                | 2.3i                            | 2.5i V6                         |
| Byggeperiode                                   | 7/1993−7/1994       | 8/1994−2/1998                   | 7/1993−2/1998             | 7/1993−2/1998             | 7/1993−2/1998                   | 7/1993−2/1998                   |
| Motordata                                      |                     |                                 |                           |                           |                                 |                                 |
| Motorkode                                      | B206I               | B204I                           | B204L                     | B204L                     | B234I                           | B258I                           |
| Motortype                                      | R4-benzinmotor      | R4-benzinmotor                  | R4-benzinmotor            | R4-benzinmotor            | R4-benzinmotor                  | V6-benzinmotor                  |
| Antal ventiler pr. cylinder                    | 4                   | 4                               | 4                         | 4                         | 4                               | 4                               |
| Ventilstyring                                  | DOHC, kæde          | DOHC, kæde                      | DOHC, kæde                | DOHC, kæde                | DOHC, kæde                      | 2 × DOHC, tandrem               |
| Fødesystem                                     | Multipoint          | Multipoint                      | Multipoint                | Multipoint                | Multipoint                      | Multipoint                      |
| Trykladning                                    | –                   | –                               | Turbolader, ladeluftkøler | Turbolader, ladeluftkøler | –                               | –                               |
| Køling                                         | Vandkøling          | Vandkøling                      | Vandkøling                | Vandkøling                | Vandkøling                      | Vandkøling                      |
| Boring × slaglængde                            | 90,0 × 78,0 mm      | 90,0 × 78,0 mm                  | 90,0 × 78,0 mm            | 90,0 × 78,0 mm            | 90,0 × 90,0 mm                  | 81,6 × 79,6 mm                  |
| Slagvolume                                     | 1985 cm³            | 1985 cm³                        | 1985 cm³                  | 1985 cm³                  | 2290 cm³                        | 2498 cm³                        |
| Kompressionsforhold                            | 10,1:1              | 10,1:1                          | 9,2:1                     | 9,2:1                     | 10,5:1                          | 10,8:1                          |
| Maks. effekt ved omdr./min.                    | 98 kW (133 hk) 6100 | 96 kW (130 hk) 6100             | 136 kW (185 hk) 5500      | 136 kW (185 hk) 5750      | 110 kW (150 hk) 5700            | 125 kW (170 hk) 5900            |
| Maks. drejningsmoment ved omdr./min.           | 180 Nm 4300         | 177 Nm 4300                     | 263 Nm 2100               | 230 Nm 2000               | 210 Nm 4300                     | 227 Nm 4200                     |
| Kraftoverførsel                                |                     |                                 |                           |                           |                                 |                                 |
| Drivende hjul                                  | Forhjul             | Forhjul                         | Forhjul                   | Forhjul                   | Forhjul                         | Forhjul                         |
| Gearkasse (standardudstyr)                     | 5-trins manuel      | 5-trins manuel                  | 5-trins manuel            | 4-trins automatisk        | 5-trins manuel                  | 5-trins manuel                  |
| Gearkasse (ekstraudstyr)                       | 4-trins automatisk  | 4-trins automatisk              | –                         | –                         | 4-trins automatisk              | 4-trins automatisk              |
| Præstationer1                                  |                     |                                 |                           |                           |                                 |                                 |
| Topfart                                        | 200 km/t (190 km/t) | 200 km/t (190 km/t)             | 230 km/t                  | 230 km/t                  | 210 km/t (205 km/t)             | 225 km/t                        |
| Acceleration 0-100 km/t                        | 11,5 sek.           | 11,0 sek. (13,0 sek.)           | 8,5 sek.                  | 8,5 sek.                  | 10,0 sek.                       | 8,6 sek. (9,2 sek.)             |
| Brændstofforbrug pr. 100 km ved blandet kørsel |                     | 8,3 liter (8,5 liter) Blyfri 95 | 8,2 liter Blyfri 95       | (8,5 liter) Blyfri 95     | 7,9 liter (7,7 liter) Blyfri 95 | 7,8 liter (8,4 liter) Blyfri 95 |